# Carlisle (sopka)
Mount Carlisle je v současnosti neaktivní sopka, nacházející se v ostrovním pásu Aleut, patřících USA. Poslední doložená erupce je z roku 1828. Byly sice hlášeny erupce i v letech 1838 a 1987, nepovažují se však za potvrzené (pozorovatelé neuvedli přesně, která ze sopek v dané oblasti to byla – Carlisle, Cleveland, Uliaga, nebo Kagamil).
Carlisle se nachází na neobydleném, 6,5 až 8 km širokém stejnojmenném ostrově (aleutsky Kigalĝa), který téměř celý vyplňuje. Ostrov je součástí Ostrovů čtyř hor. Geologická historie je velmi slabě zdokumentována, pro sopku nebyly vypracovány žádné geologické studie.